# 雙星報喜 (華視)
《雙星報喜》是中華電視公司一個大型綜藝節目，播出時間為1981年8月27日至1990年10月20日，製作人是曹仁與蔣源城，詹森雄指揮華視大樂隊現場伴奏，宣傳口號係於進廣告前及收播前由主持人齊喊：「《雙星報喜》，大家歡喜！」

## 提要
《雙星報喜》第一代主持人的組合，起源於曹仁到中信百貨6樓中信豪華大歌廳看表演，無意間看到鄒美儀正在台上主持；當時曹仁認為，鄒美儀雖然身材胖，但口齒伶俐且很活躍，非常適合在電視發展，於是找她與身材瘦削的巴戈主持《雙星報喜》。《雙星報喜》原名《烏龍雙星》，後來改名為《雙星報喜》，成為當時華視叫好又叫座的少數長壽節目。
1981年至1987年，《雙星報喜》男主持人先後有巴戈、曹啟泰、陽帆，女主持人僅有鄒美儀。由於製作人曹仁十分執著於小成本經營的觀念，《雙星報喜》型態熱鬧有趣但策略保守，雖成不了大氣候，卻不必冒太大風險。
1983年底之前，《雙星報喜》內容以歌舞為主，短劇單元有〈憨女婿〉、〈妙夫妻〉、〈半斤八兩〉等。1983年5月，《雙星報喜》推出6個新單元取代原有的節目型態：〈夏天到〉以外景作業介绍各種夏季活動，〈流行舞蹈〉每星期介绍一種流行舞步，〈臉紅的時候〉邀請來賓談談自己最尷尬的一刻，〈熱門歌曲排行榜〉介紹廣受喜愛的歌曲，〈NG時間〉以搞笑短劇表現各種NG片段，〈懷念老歌〉邀請依然受歡迎的資深歌星受訪與唱歌。
1983年底，《雙星報喜》改以「藍白對抗」之歌唱競賽作為基本架構，每集來賓分為藍隊與白隊，兩隊隊員現場輪流演唱。藍白對抗每個階段都會公布兩隊成績，收播前才會宣布總成績與得分最高的來賓。1985年7月16日，《雙星報喜》製作滿200集，華視總經理吳寶華頒發獎章給製作人蔣源城。
1984年10月，巴戈與鄒美儀在華視聯合主持《雙星報喜》、《大家一起唱》（《樂圃飄香》改名）與《趣味大對抗》。1986年至1987年，《雙星報喜》播出時間為每週四21:30－23:00。1987年，巴戈因聲援高凌風爭取藝人福利而被華視封殺，退出《雙星報喜》主持。1989年7月，鄒美儀與華視合約到期，退出《雙星報喜》主持；《雙星報喜》主持人改為李天柱、馬世莉，仍以藍白對抗為基本架構，播出時間仍為每週四21:30－23:00。
《雙星報喜》曾經獲得1986年與1987年電視金鐘獎綜藝節目主持人獎（巴戈、鄒美儀）。藍白對抗時期以前的主題曲〈胖胖與扁豆〉與收播曲〈話別〉均由趙樹海作詞作曲，〈話別〉係由鄒美儀在每集收播時唱。
1984年6月，巴戈披露，他與鄒美儀出了攝影棚，「我們私生活方式不怎麼一樣，所以沒什麼來往」，「除非重大慶典，比如她爸爸過生日、我太太生孩子這些事，才會彼此邀請」。
1989年4月，滾石唱片發行陳昇唱片專輯《放肆的情人》，收錄陳昇作詞作曲的歌〈嗚哩哇啦〉諷刺《雙星報喜》：「電視節目，歌星排一整排，老掉牙二十年從不更改。」
2015年9月14日，巴戈回憶，《雙星報喜》是他首度主持的節目，成本低、但每集可讓他領取主持費新台幣4.2萬元，還曾讓他在電視金鐘獎中「唯一入圍、唯一得獎」。
2022年，YouTube「華視懷舊頻道」管理員表明，華視已無《雙星報喜》版權。

## 歷代主持
第一代：巴戈、鄒美儀。
	
第二代：曹啟泰、鄒美儀。
	
第三代：陽帆、鄒美儀。
	
第四代：李天柱、鄒美儀。
	
第五代：李天柱、馬世莉。

第六代（末代）：林光寧、馬世莉。